# Дозорщики
Дозорщики (лат. Anax, от древнегреческого ἄναξ «царь») — род стрекоз семейства коромысловых (Aeshnidae).
Это очень крупные стрекозы. Их грудь светлая, а брюшко тёмное со светлыми пятнами. К этому роду относится один из самых крупных стрекоз в современной фауне — Anax strenuus с размахом крыльев до 15 см.

## Виды
Род включает 32 вида, в том числе:
- Anax amazili (Burmeister, 1839)
- Anax bangweuluensis Kimmins, 1955
- Anax chloromelas Ris, 1911
- Anax concolor Brauer, 1865
- Anax congoliath Fraser, 1953
- Anax ephippiger (Burmeister, 1839)
- Anax fumosus Hagen, 1867
- Anax georgius Selys, 1872
- Anax gladiator Dijkstra & Kipping, 2015
- Anax gibbosulus Rambur, 1842
- Anax guttatus (Burmeister, 1839)
- Anax immaculifrons Rambur, 1842
- Дозорщик-император[6] (Anax imperator) Leach, 1815
- Anax indicus Lieftinck, 1942
- Anax junius (Drury, 1773)
- Anax longipes Hagen, 1861
- Anax maclachlani  Förster, 1898
- Anax mandrakae Gauthier, 1988
- Anax nigrofasciatus Oguma, 1915
- Anax panybeus Hagen, 1867
- Anax papuensis Burmeister, 1839
- Anax parthenope (Selys, 1839)
- Anax piraticus Kennedy, 1934
- Anax pugnax Lieftinck, 1942
- Anax selysi Förster, 1900
- Anax speratus Hagen, 1867
- Anax strenuus Hagen, 1867
- Anax tristis Hagen, 1867
- Anax tumorifer McLachlan, 1885
- Anax walsinghami McLachlan, 1882

## Распространение
Представители рода отмечены преимущественно в тёплых районах на всех континентах (кроме Антарктиды).